# Своге
Сво̀ге е град в Западна България. Той се намира в Софийска област и е на 42 km северно от град София. Градът е административен център на община Своге.
По данни на ГРАО към 15 юни 2023 г. в града живеят 7537 души по настоящ адрес и 7690 души по постоянен адрес.

## География
Градът е разположен в Искърското дефиле при устието на Искрецка река (Искрец). Намира се на 28 km от Годеч, на 42 km от столицата София, на 72 km от Враца, на 73 km от Монтана и на 159 km от Видин. На това място се събират границите на три планини: Мала планина, Голема планина и Понор.

## История
Историята на град Своге може да се потърси още от Античността, и по-точно от тракийско време, и трябва да се свърже с тракийското племе трибали, тъй като на мястото на днешния квартал Старо село се предполага, че се е намирало тракийско селище и некропол, но само провеждането на систематични археологически разкопки може да потвърди това. Данните от находки, които преди всичко са следствие от иманярска дейност, показват до известна степен твърденията за съществуването на тракийско селище в района и то не едно, а няколко, както и връзките на района с други райони, дори и с гръцкия свят, най-вече от монетните находки. В тази връзка трябва да се спомене откритата монета на речния бог Истър, която е уникална сама по себе си, и може би единствена в България. В намиращите се в общината останки от тракийски укрепления трябва да споменем това до село Заселе, чието име се е запазило до наше време – Метериза, и трите тракийски могили, които са разрушени.
В района на общината се смята, че е станала битката между трибалите и Филип, бащата на Александър Македонски, в която той едва се спасява, и впоследствие от това до известна степен става инвалид. Макар и да се подценява, районът е играл известна роля в търговските връзки между северните части на днешна България и егейското крайбрежие. От времето на ранна Византия се запазени останки на десетина крепости, свързани с голямата строителна дейност на император Юстиниан Велики, за укрепване на Балканския п-в, срещу нашествията на славяни, прабългари, готи, авари. От времето на Първото и Второто българско царство също са запазени останки от укрепителни съоръжения, в град Своге – на връх Грохотен, в чието подножие се намира градът. Интересна е и една легенда за наименованието на местност, наречена Латинците, идваща от това, че по времето на един от кръстоносните походи, преминали през нашите земи, там са останали да живеят латинци, които се оженили за местни девойки. Запазена е и една средновековна църква – „Св. Петка“, датираща от 14 век, и една от 17 век, намираща се в местността Кирик до град Своге. В общината се намират и известните манастири – Седемте престола и Искрецкия манастир, като за първия се предполага, че е построен през 11 век, а другият – през 18 век. По времето на османската власт населението в района се увеличило, тъй като то търсело сигурността на Балкана.
Развитието на района идва след построяването на жп линията, преминаваща през Искърското дефиле. Така възникнали и повечето сегашни селища по поречието на р. Искър. По време на Втората световна война, след голямата бомбардировка на София на 10 януари 1944 г., в Своге е евакуирана Държавната консерватория.
С Указ № 546 на Президиума на Народното събрание от 7 септември 1964 г. Своге е обявен за град.
Името на града най-вероятно произлиза от славянските думи „свод“, „свождам“, поради географското му положение – като свод, където се събират р. Искър и р. Искрецка, а оттам свод, своде и сегашното Своге. По-романтична легенда за името на града е, че то произлиза от словосъчетанието 'с Бог е', и оттам Своге. Друга теория за произхода е от диалектната дума „свояк“ (мн. ч. „свояци“) – „цилиндрична многоножка (стоножка)“ – както я отбелязва К. Иречек (1974, с. 94, бел. 68) в своите „Пътувания по България“).

## Население
Численост на населението според преброяванията през годините:
| \| Година на преброяване \| Численост \| \| --------------------- \| --------- \| \| 1934 \| 2016 \| \| 1946 \| 2668 \| \| 1956 \| 3966 \| \| 1965 \| 6008 \| \| 1975 \| 7698 \| \| 1985 \| 8338 \| \| 1992 \| 8410 \| \| 2001 \| 8604 \| \| 2011 \| 8258 \| \| 2021 \| 7696 \| |           |
| Година на преброяване | Численост |
| 1934 | 2016      |
| 1946 | 2668      |
| 1956 | 3966      |
| 1965 | 6008      |
| 1975 | 7698      |
| 1985 | 8338      |
| 1992 | 8410      |
| 2001 | 8604      |
| 2011 | 8258      |
| 2021 | 7696      |

Етническият състав включва 7797 българи и 62 цигани.

## Туризъм
Освен като природни забележителности на 20 km от град Своге се намират Лакатнишките скали – един от най-посещаваните и известни катерачески обекти в България.

## Религии
В град Своге населението е християнско, преобладаващо източноправославно. В града има две православни църкви, една адвентистка, един параклис и една средновековна църква от XIV век – „Св. Петка“

## Икономика и инфраструктура

### Икономика
В миналото голямо значение за икономиката на града имат рудниците за добив на антрацит и уран, сега всички са закрити.
Двете големи промишлени предприятия в Своге са известният завод за шоколадови изделия на „Монделийз България“ ЕООД - част от многонационалния производител на сладкарски изделия „Mondelez International” Inc. и печатницата за картонени опаковки „Графобал България“ АД - дъщерна фирма на акционерно дружество „Grafobal Skalica“ a.s.
Други по-малки значими местни бизнеси са „Лилия-С“ ЕАД с предмет на дейност производство и търговия на трикотажни изделия и „Петър Електрик“ ЕООД с предмет на дейност електроинжинеринг, търговия с електроуреди и сервизно обслужване.

### Търговия
В Своге има три големи магазина на търговски вериги - „Фреш маркет“, „CBA Коме“ и „Pepco“. Има магазини на трите основни мобилни оператора. Основните търговски обекти в града са съсредоточени по главната улица „Цар Симеон“.

### Банки
Единствените две банки с клонове в гр. Своге са Банка ДСК и Уникредит Булбанк. И двете разполагат с денонощни банкомати с депозитари. В  града има и банкомати на Обединена Българска банка.

### Транспорт
Своге има развита железопътна гара, която е важна за града, защото голяма част от местните жители работят и учат в близкия гр. София. Разполага също и с автогара с редовни автобусни маршрути до столицата и по-малките населени места в общината. В района на града има три бензиностанции разположени по протежението на бул. „Искър“ (околовръстната улица на града) - „Лукойл“, „ЕКО“ и „Петрол“.

### Медии
Единственото местно печатно издание е вестник „Своге7“, който излиза от 2002 година. Местен информационен сайт е www.svoge.com.

## Обществени институции
В града се намира читалище „Градище“, СУ „Иван Вазов“, две училища до 4-ти клас, три детски градини и ПГ „Велизар Пеев“ – единственото и най-голямо професионално училище в общината.

## Спорт

### Волейбол
В града има два аматьорски отбора: ВК „Своге 2016“ и ВК „Асовете“ Своге.

### Баскетбол
От 2010 г. е учреден Баскетболен клуб „Спортист 1959“.

### Футбол
Футболният отбор на града – Спортист, е основан 1924 г. За града се състезава и любителският футболен отбор „Джиджовица“, носещ името на едноименния свогенски квартал.

## Забележителности

### Театри
Голямо значение за културата на града има читалище „Градище“, в което се изпълняват много постановки и пиеси. Читалището е център на културната дейност в града. Самодейните състави на читалището печелят много национални награди.

### Музеи
В общината има няколко забележителни природни обекти: Лакатнишките скали при село Лакатник и намиращата се в подножието им пещера Темната дупка, при село Бов – водопадът Скакля, скалното образувание „Джуглата“ в село Церово, пещерата Елата, намираща се близо до село Зимевица, манастирите Седемте престола (близо до Елисейна) и Искрецкия манастир, както и няколкото хижи в района – Пробойница, Тръстеная, Добърчин и др. Природата около Своге впечатлява с разнообразието на горите и красивите поляни.

## Редовни събития
Празникът на града е на Петровден. Всяка предпоследна събота и неделя на месец август се провежда туристически събор на връх Грохотен.
Всяка втора събота срещу неделя на август се провежда събор на връх Церецел.
От 2006-та, на всеки две години Община Своге съвместно със Съюза на българските писатели връчва литературната награда „Александър Вутимски“ на името на родения в гр. Своге поет.
От 2016-та, всяка година в началото на лятото в града се провеждат „Празници на хляба“.

## Родени в Своге
- Александър Вутимски (1919 – 1943), български поет
- Константин Янакиев (1918 – 1999), български кинооператор
- Паисий Врачански (1888 – 1974), български духовник
- Христо Йовов (р. 1977), български футболист
- Чавдар Цветков (р. 1953), български футболист
- Лазар Минтов (р. 1934), български инженер и политик от БКП

## Други
На Своге е наречена улица в квартал „Люлин“ в София (Карта).

### Кухня
Кухнята в град Своге е типична за района на Западна България. Характеризира се с традиционни български ястия, силно повлияни от селската кухня и продуктите, характерни за планинския регион около града. Местната кухня включва класически ястия като шопска салата, баница, сърми, чушки с боб и мусака. Поради местонахождението на Своге в планински район, млечните продукти са широко разпространени. Сиренето и киселото мляко се използват както за директна консумация, така и като съставка в различни рецепти. Кухнята в района включва и ястия с месо като кебапчета, кюфтета, пържоли и яхнии с месо (най-често свинско или агнешко).